# Diòcesi de Vannida
La diòcesi de Vannida (en llatí: Dioecesis Vannidensis) és una seu suprimida i actualment seu titular de l'Església catòlica.

## Història
Vannida, a l'actual Algèria, és una antiga seu episcopal de la província romana de la Mauritània Cesariense. L'únic bisbe conegut d'aquesta diòcesi africana és Rogacià, que va prendre part del sínode reunit a Cartago pel rei vàndal Huneric el 484, després del qual fou exiliat.
Actualment Vannida sobreviu com a seu episcopal titular. Des del 10 d'abril de 2021 la seu és vacant.

## Cronologia de bisbes
- Rogacià † (mencionat el 484)

## Cronologia de bisbes titulars
- Luigi Maverna † (15 de setembre de 1965 - 9 de setembre de 1971 nomenat bisbe de Chiavari)
- Celso N. Guevarra † (20 giugno 1972 - 4 giugno 1975 nomenat bisbe de Balanga)
- Luigi Bommarito (18 de març de 1976 - 2 de maig de 1980 nomenat arquebisbe d'Agrigent)
- Alessandro Plotti † (23 de desembre de 1980 - 7 de juny de 1986 nomenat arquebisbe de Pisa)
- Antonio Bianchin † (10 de març de 1987 - 22 de gener de 1991)
- Félix del Blanco Prieto † (31 de maig de 1991 - 10 d'abril de 2021)[4]